# یوسف کونه
یوسف کونه (انگلیسی: Youssouf Koné؛ زادهٔ ۵ ژوئیهٔ ۱۹۹۵) بازیکن فوتبال اهل مالی است. او در پست مدافع چپ برای باشگاه آژاکسیو در لیگ ۲ فرانسه، به صورت قرضی از لیون بازی می‌کند.

وی همچنین در تیم ملی فوتبال مالی بازی کرده‌است.